# Nazionale maschile di football americano dell'Italia
La nazionale di football americano dell'Italia è la selezione maggiore maschile di football americano della FIDAF, il cui soprannome è Blue Team (squadra azzurra), che rappresenta l'Italia nelle varie competizioni ufficiali o amichevoli riservate a squadre nazionali.

## Risultati
Legenda: Grassetto: Risultato migliore, Corsivo: Mancate partecipazioni

## Dettaglio stagioni

### Amichevoli

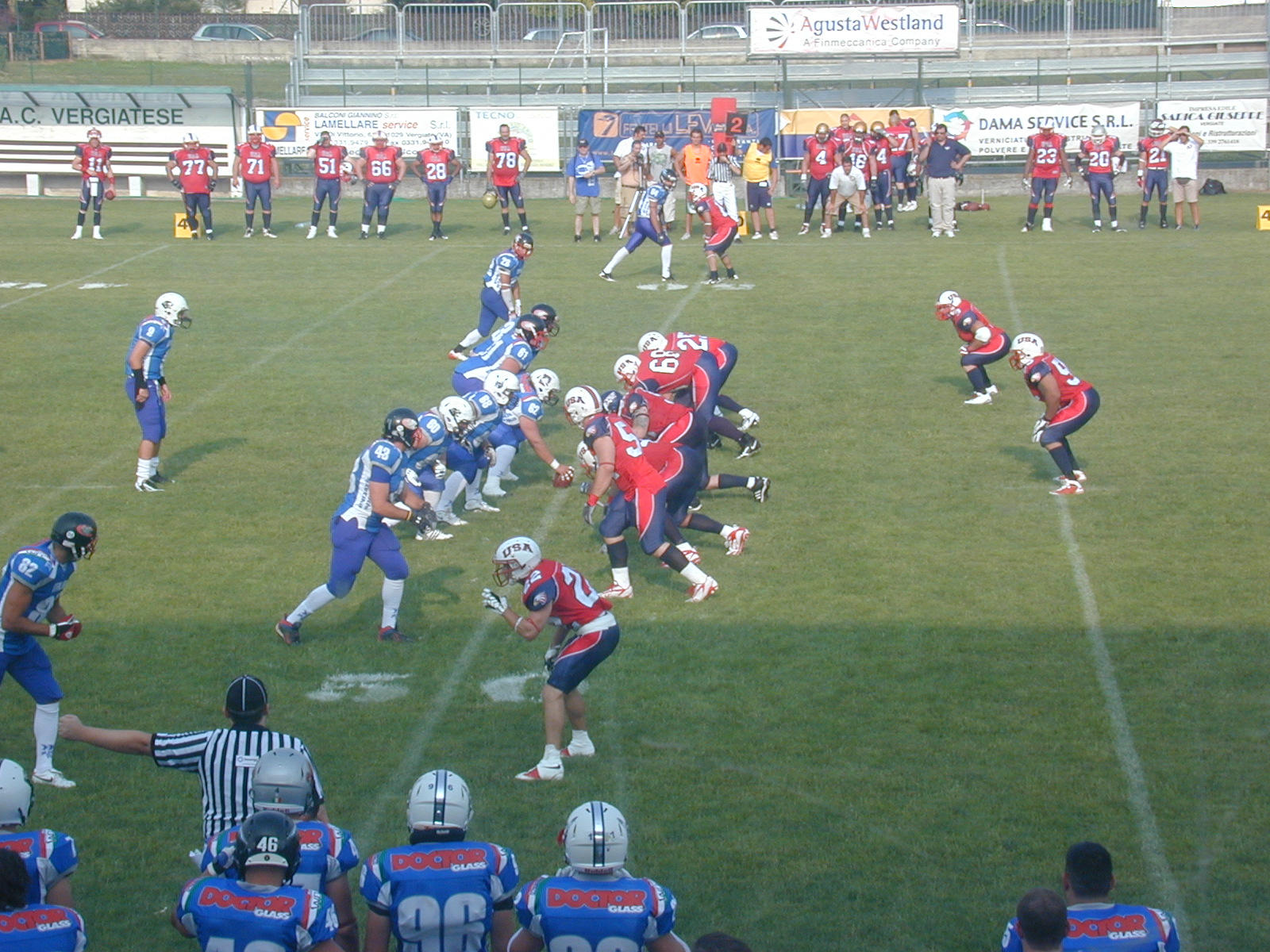
La nazionale italiana e il Team Eagles USA nell'amichevole giocata il 10 luglio 2010 a Vergiate (VA), vinta 20-0 dal Blue Team.

| Stagione | Vin | Par | Per | Tot | PF  | PS  | avversaria                                       |
| -------- | --- | --- | --- | --- | --- | --- | ------------------------------------------------ |
| 1981     | 1   | 1   | 1   | 3   | 37  | 27  | Germania Ovest                                   |
| 1983     | 1   | 0   | 0   | 1   | 7   | 6   | Blue Knights Vicenza                             |
| 1985     | 0   | 0   | 2   | 2   | 17  | 116 | Eagles College All-Star                          |
| 1987     | 0   | 0   | 2   | 2   | 9   | 28  | College All-Star                                 |
| 1989     | 0   | 0   | 2   | 2   | 9   | 28  | College All-Star                                 |
| 2009     | 1   | 0   | 0   | 1   | 28  | 7   | Serbia                                           |
| 2010     | 2   | 0   | 1   | 3   | 100 | 22  | Team Eagles USA, Slovenia                        |
| 2011     | 1   | 0   | 2   | 3   | 61  | 60  | Germania, Cineplexx Blue Devils, Team Eagles USA |
| 2013     | 0   | 0   | 1   | 1   | 14  | 31  | Svezia                                           |
| 2014     | 0   | 0   | 1   | 1   | 3   | 35  | Siena Saints                                     |
| 2015     | 1   | 0   | 1   | 2   | 61  | 53  | Svizzera, Serbia                                 |
| 2016     | 0   | 0   | 2   | 2   | 24  | 35  | Svizzera, Francia                                |
| 2025     | 0   | 0   | 1   | 1   | 0   | 56  | Canada                                           |
| Totale   | 7   | 1   | 16  | 24  | 370 | 521 |                                                  |

Fonte: americanfootballitalia.com

### Tornei

#### Mondiali
| Stagione | regular season | regular season | regular season | regular season | regular season | regular season | playoff | playoff | playoff | playoff | playoff | playoff      | playoff    |
|          | Vin            | Par            | Per            | Tot            | PF             | PS             | Vin     | Per     | Tot     | PF      | PS      | risultato    | avversaria |
| -------- | -------------- | -------------- | -------------- | -------------- | -------------- | -------------- | ------- | ------- | ------- | ------- | ------- | ------------ | ---------- |
| 1999     | -              | -              | -              | -              | -              | -              | 1       | 2       | 3       | 41      | 99      | Quarto posto | Svezia     |
| Totale   | -              | -              | -              | -              | -              | -              | 1       | 2       | 3       | 41      | 99      |              |            |

Fonte: americanfootballitalia.com

#### Europei

##### Europeo ante-2001/Europeo dal 2018

###### Fase finale
| Stagione | regular season | regular season | regular season | regular season | regular season | regular season | playoff | playoff | playoff | playoff | playoff | playoff      | playoff        |
|          | Vin            | Par            | Per            | Tot            | PF             | PS             | Vin     | Per     | Tot     | PF      | PS      | risultato    | avversaria     |
| -------- | -------------- | -------------- | -------------- | -------------- | -------------- | -------------- | ------- | ------- | ------- | ------- | ------- | ------------ | -------------- |
| 1983     | -              | -              | -              | -              | -              | -              | 2       | 0       | 2       | 105     | 6       | Campioni     | Finlandia      |
| 1985     | -              | -              | -              | -              | -              | -              | 1       | 1       | 2       | 15      | 24      | Finale       | Finlandia      |
| 1987     | -              | -              | -              | -              | -              | -              | 2       | 0       | 2       | 40      | 32      | Campioni     | Germania Ovest |
| 1989     | -              | -              | -              | -              | -              | -              | 0       | 2       | 2       | 16      | 43      | Quarto posto | Germania Ovest |
| 1993     | -              | -              | -              | -              | -              | -              | 1       | 1       | 2       | 16      | 17      | Finale       | Finlandia      |
| 1995     | -              | -              | -              | -              | -              | -              | 1       | 1       | 2       | 37      | 33      | Finale       | Finlandia      |
| 1997     | -              | -              | -              | -              | -              | -              | 1       | 1       | 2       | 37      | 10      | Terzo posto  | Gran Bretagna  |
| 2021     | -              | -              | -              | -              | -              | -              | 2       | 0       | 2       | 76      | 14      | Campioni     | Svezia         |
| 2023     | -              | -              | -              | -              | -              | -              | 1       | 1       | 2       | 40      | 31      | Terzo posto  | Svezia         |
| Totale   | -              | -              | -              | -              | -              | -              | 11      | 7       | 18      | 382     | 210     |              |                |

Fonte: americanfootballitalia.com

###### Qualificazioni
| Stagione | regular season | regular season | regular season | regular season | regular season | regular season | playoff | playoff | playoff | playoff | playoff | playoff     | playoff       |
|          | Vin            | Par            | Per            | Tot            | PF             | PS             | Vin     | Per     | Tot     | PF      | PS      | risultato   | avversaria    |
| -------- | -------------- | -------------- | -------------- | -------------- | -------------- | -------------- | ------- | ------- | ------- | ------- | ------- | ----------- | ------------- |
| 1990     | -              | -              | -              | -              | -              | -              | 0       | 1       | 1       | 6       | 7       |             | Francia       |
| 1992     | -              | -              | -              | -              | -              | -              | 1       | 0       | 1       | 25      | 0       |             | Francia       |
| 1994     | -              | -              | -              | -              | -              | -              | 2       | 0       | 2       | 87      | 12      |             | Francia       |
| 2016     | -              | -              | -              | -              | -              | -              | 2       | 2       | 0       | 57      | 24      | Primo posto | Serbia        |
| 2019     | 2              | 0              | 0              | 2              | 59             | 14             | -       | -       | -       | -       | -       |             | -             |
| 2022     | 1              | 0              | 0              | 1              | 28             | 23             | -       | -       | -       | -       | -       |             | Gran Bretagna |
| 2024     | 2              | 0              | 0              | 2              | 73             | 27             | -       | -       | -       | -       | -       |             | -             |
| Totale   | 5              | 0              | 0              | 5              | 160            | 64             | 5       | 1       | 6       | 175     | 43      |             |               |

Fonte: americanfootballitalia.com

##### Europeo B
| Stagione | regular season | regular season | regular season | regular season | regular season | regular season | playoff | playoff | playoff | playoff | playoff | playoff       | playoff    |
|          | Vin            | Par            | Per            | Tot            | PF             | PS             | Vin     | Per     | Tot     | PF      | PS      | risultato     | avversaria |
| -------- | -------------- | -------------- | -------------- | -------------- | -------------- | -------------- | ------- | ------- | ------- | ------- | ------- | ------------- | ---------- |
| 2009     | 1              | 0              | 1              | 2              | 45             | 41             | 0       | 1       | 1       | 17      | 27      | Quarto posto  | Rep. Ceca  |
| 2013     | 2              | 0              | 0              | 2              | 75             | 23             | 0       | 1       | 1       | 29      | 49      | Secondo Posto | Danimarca  |
| Totale   | 3              | 0              | 1              | 4              | 120            | 64             | 0       | 2       | 2       | 46      | 76      |               |            |

Fonte: americanfootballitalia.com

##### Europeo C
| Stagione | regular season | regular season | regular season | regular season | regular season | regular season | playoff | playoff | playoff | playoff | playoff | playoff   | playoff    |
|          | Vin            | Par            | Per            | Tot            | PF             | PS             | Vin     | Per     | Tot     | PF      | PS      | risultato | avversaria |
| -------- | -------------- | -------------- | -------------- | -------------- | -------------- | -------------- | ------- | ------- | ------- | ------- | ------- | --------- | ---------- |
| 2003     | 2              | 0              | 0              | 2              | 91             | 35             | 0       | 1       | 1       | 35      | 43      | Finale    | Russia     |
| Totale   | 2              | 0              | 0              | 2              | 91             | 35             | 0       | 1       | 1       | 35      | 43      |           |            |

Fonte: americanfootballitalia.com

#### Alps Bowl
| Stagione | regular season | regular season | regular season | regular season | regular season | regular season | playoff | playoff | playoff | playoff | playoff | playoff   | playoff    |
|          | Vin            | Par            | Per            | Tot            | PF             | PS             | Vin     | Per     | Tot     | PF      | PS      | risultato | avversaria |
| -------- | -------------- | -------------- | -------------- | -------------- | -------------- | -------------- | ------- | ------- | ------- | ------- | ------- | --------- | ---------- |
| 2015     | -              | -              | -              | -              | -              | -              | 1       | 0       | 1       | 30      | 19      | Campioni  | Svizzera   |
| 2016     | -              | -              | -              | -              | -              | -              | 0       | 1       | 1       | 9       | 12      | Finale    | Svizzera   |
| 2018     | -              | -              | -              | -              | -              | -              | 1       | 0       | 1       | 43      | 8       | Campioni  | Svizzera   |
| 2019     | -              | -              | -              | -              | -              | -              | 1       | 0       | 1       | 38      | 0       | Campioni  | Svizzera   |
| Totale   | -              | -              | -              | -              | -              | -              | 3       | 1       | 4       | 120     | 39      |           |            |

Fonte: americanfootballitalia.com

### Riepilogo partite disputate
| Anno              | Luogo                    | Evento                  | Fase del torneo       | Incontro                          | Risultato     |
| 14 giugno 1981    | Castel Giorgio           | Amichevole              |                       | Italia - Germania Ovest           | 0 - 12        |
| 1981              | Francoforte sul Meno     | Amichevole              |                       | Germania Ovest - Italia           | 0 - 22        |
| 1981              | Colonia                  | Amichevole              |                       | Germania Ovest - Italia           | 15 - 15       |
| 24 luglio 1983    | Castel Giorgio           | Europeo                 | Primo turno           | Italia - Austria                  | 87 - 0        |
| 31 luglio 1983    | Castel Giorgio           | Europeo                 | Finale                | Italia - Finlandia                | 18 - 6        |
| 1983              | Bologna                  | Amichevole              |                       | Italia - Blue Knights Vicenza     | 7 - 6         |
| 11 luglio 1985    | Milano                   | Europeo                 | Semifinale            | Italia - Germania Ovest           | 13 - 11       |
| 14 luglio 1985    | Milano                   | Europeo                 | Finale                | Italia - Finlandia                | 2 - 13        |
| 1985              | Riccione                 | Amichevole              |                       | Italia - Eagles College All Stars | 14 - 57       |
| 1985              | Senigallia               | Amichevole              |                       | Italia - Eagles College All Stars | 3 - 59        |
| 1987              | Savona                   | Amichevole              |                       | Italia - College All Star         | 6 - 14        |
| 1987              | San Benedetto del Tronto | Amichevole              |                       | Italia - College All Star         | 3 - 14        |
| 1987              | Helsinki                 | Europeo                 | Semifinale            | Italia - Gran Bretagna            | 16 - 10       |
| 1987              | Helsinki                 | Europeo                 | Finale                | Italia - Germania Ovest           | 24 - 22       |
| 1989              | Pinzolo                  | Amichevole              |                       | Italia - College All Star         | 6 - 14        |
| 1989              | Desenzano del Garda      | Amichevole              |                       | Italia - College All Star         | 3 - 14        |
| 1989              | Bremerhaven              | Europeo                 | Semifinale            | Italia - Finlandia                | 7 - 14        |
| 1989              | Recklinghausen           | Europeo                 | Finale 3º - 4º posto  | Germania Ovest - Italia           | 29 - 9        |
| 1990              | Tolone                   | Europeo                 | Qualificazioni        | Francia - Italia                  | 7 - 6         |
| 1992              | Nizza                    | Europeo                 | Qualificazioni        | Francia - Italia                  | 0 - 25        |
| 1993              | Telgate                  | Europeo                 | Semifinale            | Italia - Svezia                   | 9 - 0         |
| 1993              | Telgate                  | Europeo                 | Finale                | Italia - Finlandia                | 7 - 17        |
| 1994              | Roma                     | Europeo                 | Qualificazioni        | Italia - Belgio                   | 74 - 6        |
| 1994              | Évry                     | Europeo                 | Qualificazioni        | Francia - Italia                  | 6 - 13        |
| 1995              | Klagenfurt               | Europeo                 | Semifinale            | Austria - Italia                  | 6 - 30        |
| 1995              | Vienna                   | Europeo                 | Finale                | Finlandia - Italia                | 27 - 7        |
| 1997              | Bolzano                  | Europeo                 | Semifinale            | Italia - Svezia                   | 3 - 23        |
| 1997              | Bolzano                  | Europeo                 | Finale 3º - 4º posto  | Italia - Gran Bretagna            | 14 - 7        |
| 1999              | Palermo                  | Mondiale                | Primo turno           | Italia - Finlandia                | 28 - 7        |
| 1999              | Palermo                  | Mondiale                | Primo turno           | Italia - Messico                  | 0 - 54        |
| 1999              | Palermo                  | Mondiale                | Finale 3º - 4º posto  | Italia - Svezia                   | 13 - 38       |
| 2000?             | ?                        | Europeo                 | Ottavi di finale      | Spagna - Italia                   | 1 - 0 d.g.s.  |
| 2003              | Copenaghen               | Europeo C               | Girone                | Italia - Rep. Ceca                | 28 - 7        |
| 2003              | Copenaghen               | Europeo C               | Girone                | Italia - Paesi Bassi              | 63 - 21       |
| 2003              | Copenaghen               | Europeo C               | Finale                | Italia - Russia                   | 35 - 43       |
| 25 luglio 2009    | Bolzano                  | Amichevole              |                       | Italia - Serbia                   | 28 - 7        |
| 2009              | Wolfsberg                | Europeo B               | Girone                | Italia - Spagna                   | 42 - 7        |
| 2009              | Wolfsberg                | Europeo B               | Girone                | Austria - Italia                  | 34 - 3        |
| 2009              | Wolfsberg                | Europeo B               | Finale 3º - 4º posto  | Italia - Rep. Ceca                | 17 - 27       |
| 2010              | Vergiate                 | Amichevole              |                       | Italia - Team Eagles USA          | 20 - 0        |
| 2010              | Bologna                  | 4 Helmets               | 1ª Giornata           | Italia - Slovenia                 | 60 - 0        |
| 2010              | Bologna                  | 4 Helmets               | 2ª Giornata           | Italia - Team Eagles USA          | 20 - 22       |
| 5 marzo 2011      | Torino                   | Amichevole              |                       | Italia - Germania                 | 0 - 26        |
| 21 luglio 2011    | Luino                    | 4 Helmets               | Semifinale            | Italia - Cineplexx Blue Devils    | 51 - 0        |
| 23 luglio 2011    | Luino                    | 4 Helmets               | Finale                | Italia - Team Eagles USA          | 10 - 34       |
| 19 luglio 2012    | Firenze                  | 4 Helmets               | Semifinale            | Italia - Danimarca                | 7 - 21        |
| 21 luglio 2012    | Firenze                  | 4 Helmets               | Finale 3º - 4º posto  | Italia - Guelfi Firenze           | 35 - 14       |
| 2013              | Palermo                  | Amichevole              |                       | Italia - Svezia                   | 14 -31        |
| 31 agosto 2013    | Milano                   | Europeo B               | Girone                | Italia - Spagna                   | 55 - 7        |
| 4 settembre 2013  | Milano                   | Europeo B               | Girone                | Gran Bretagna - Italia            | 16 - 20       |
| 7 settembre 2013  | Milano                   | Europeo B               | Finale                | Italia - Danimarca                | 29 - 49       |
| 11 maggio 2014    | Viterbo                  | Amichevole              |                       | Italia - Siena Saints             | 3 - 35        |
| 10 gennaio 2015   | Pero                     | Alps Bowl I             |                       | Italia - Svizzera                 | 30 - 19       |
| 13 settembre 2015 | Lignano Sabbiadoro       | Amichevole              |                       | Italia - Serbia                   | 31 - 34       |
| 9 gennaio 2016    | Pero                     | Alps Bowl II            |                       | Italia - Svizzera                 | 9 - 12        |
| 17 luglio 2016    | Castel Giorgio           | Il Ritorno dei Supermen |                       | Italia - Francia                  | 15 - 23       |
| 2 settembre 2016  | Lignano Sabbiadoro       | Europeo                 | Qualificazioni        | Italia - Israele                  | 40 - 10       |
| 4 settembre 2016  | Lignano Sabbiadoro       | Europeo                 | Qualificazioni        | Italia - Serbia                   | 17 - 14       |
| 29 gennaio 2018   | Bologna                  | Alps Bowl III           |                       | Italia - Svizzera                 | 43 - 8        |
| 6 ottobre 2019    | Vienna                   | Europeo A               | Qualificazioni        | Austria - Italia                  | 14 - 21       |
| 20 ottobre 2019   | Milano                   | Europeo A/Alps Bowl IV  | Qualificazioni/Finale | Italia - Svizzera                 | 38 - 0        |
| 7 agosto 2021     | Piacenza                 | Europeo A               | Semifinale            | Italia - Francia                  | 35 - 0 d.g.s. |
| 31 ottobre 2021   | Malmö                    | Europeo A               | Finale                | Svezia - Italia                   | 14 - 41       |
| 30 ottobre 2022   | Milano                   | Europeo A               | Qualificazioni        | Italia - Gran Bretagna            | 28 - 23       |
| 6 agosto 2023     | Innsbruck                | Europeo A               | Semifinale            | Austria - Italia                  | 24 - 14       |
| 28 ottobre 2023   | Göteborg                 | Europeo A               | Finale 3º - 4º posto  | Svezia - Italia                   | 7 - 26        |
| 12 ottobre 2024   | Thun                     | Europeo A               | Qualificazioni        | Svizzera - Italia                 | 0 - 45        |
| 26 ottobre 2024   | Milano                   | Europeo A               | Qualificazioni        | Italia - Danimarca                | 28 - 27       |
| 19 aprile 2025    | Cagliari                 | Amichevole              |                       | Italia - Canada                   | 0 - 56        |
| 25 ottobre 2025   | Düsseldorf               | Europeo A               | Semifinale            | Finlandia - Italia                |               |

## Confronti con le altre Nazionali
Questi sono i saldi dell'Italia nei confronti delle Nazionali incontrate.

### Saldo positivo
| Nazionale     | Giocate | Vinte | Pareggiate | Perse | PF   | PS  | Ultima vittoria | Ultimo pari | Ultima sconfitta |
| ------------- | ------- | ----- | ---------- | ----- | ---- | --- | --------------- | ----------- | ---------------- |
| Gran Bretagna | 4       | 4     | 0          | 0     | 78   | 56  | 2022            | -           | -                |
| Belgio        | 1       | 1     | 0          | 0     | 74   | 6   | 1994            | -           | -                |
| Slovenia      | 1       | 1     | 0          | 0     | 60   | 0   | 2010            | -           | -                |
| Paesi Bassi   | 1       | 1     | 0          | 0     | 63   | 21  | 2003            | -           | -                |
| Israele       | 1       | 1     | 0          | 0     | 40   | 10  | 2016            | -           | -                |
| Svizzera      | 5       | 4     | 0          | 1     | 165  | 39  | 2024            | -           | 2016             |
| Spagna        | 4       | 2+?   | 0+?        | 1+?   | 97+? | 15? | 2013            | ?           | 2000?            |
| Serbia        | 3       | 2     | 0          | 1     | 76   | 55  | 2016            | -           | 2015             |
| Austria       | 5       | 3     | 0          | 2     | 155  | 78  | 2019            | -           | 2023             |
| Francia       | 5       | 3     | 0          | 2     | 94   | 37  | 2021            | -           | 2016             |

### Saldo in pareggio
| Nazionale | Giocate | Vinte | Pareggiate | Perse | PF  | PS  | Ultima vittoria | Ultimo pari | Ultima sconfitta |
| --------- | ------- | ----- | ---------- | ----- | --- | --- | --------------- | ----------- | ---------------- |
| Svezia    | 6       | 3     | 0          | 3     | 106 | 113 | 2023            | -           | 2013             |
| Germania  | 7       | 3     | 1          | 3     | 83  | 115 | 1987            | 1981        | 2011             |
| Rep. Ceca | 2       | 1     | 0          | 1     | 45  | 34  | 2003            | -           | 2009             |

### Saldo negativo
| Nazionale | Giocate | Vinte | Pareggiate | Perse | PF | PS | Ultima vittoria | Ultimo pari | Ultima sconfitta |
| --------- | ------- | ----- | ---------- | ----- | -- | -- | --------------- | ----------- | ---------------- |
| Finlandia | 6       | 2     | 0          | 4     | 69 | 84 | 1995            | -           | 1999             |
| Danimarca | 3       | 1     | 0          | 2     | 64 | 97 | 2024            | -           | 2013             |
| Russia    | 1       | 0     | 0          | 1     | 35 | 43 | -               | -           | 2003             |
| Messico   | 1       | 0     | 0          | 1     | 0  | 54 | -               | -           | 1999             |
| Canada    | 1       | 0     | 0          | 1     | 0  | 56 | -               | -           | 2025             |

## Roster storici
| Roster dell'Italia - Europeo 1983 |
| --- |
| Quarterback - 17 Lino Benezzoli - 12 Pier Paolo Gallivanone Running Back - 22 Piergiorgio Orla - 34 Maurizio Berini - 36 Giorgio Longhi - 32 Tony Nori - 33 Luigi Tonetti - 26 Giuseppe Lazzari - 67 Vincenzo Brambilla Wide Receiver - 82 Gianluca Gerosa - 85 Marco Magrini - 7 Alessandro Guio - 86 Alessandro Tognoli - 89 Andrea de Tomasi - 84 Lucio Mingarelli Offensive Linemen - 72 Sergio Angona - 79 Antonio Adamo - 54 Mauro Bernardini - 70 Paolo Caccamo - 61 Alberto Vedovato - 55 Giuseppe Pittaluga - 74 Domenico Giampedrone - 78 Vittorio Galli OT - 62 Ettore Guarneri - 56 Leonardo Lodi C Defensive Linemen - 71 Pier Luigi Moscatelli - 65 Giandomenico Luban - 77 Massimo Giudici - 63 Carlo Riccardi - 69 Alfredo Ferrandino - 73 Fabrizio Moretti - 64 Franco Bergamaschi - 75 Giorgio Costa - 76 Marco del Freo Linebacker - 52 Pietro Zoncati - 56 Marco del Conte - 1 Marco Pietrangeli - 44 Luca Saguatti - 45 Luigi Baldini - 58 Alberto Lorenzi - 59 Gianfranco Dones - 51 Giuseppe Liguori Defensive Back - 28 Roberto Cavazzuti - 25 Walter Talone - 11 Stefano Castellanza - 21 Roberto Rollo - 5 Massimo Genoni Special Team Roster aggiornato al 11 maggio 2011 Coaching staff HC Ray Semko · -- Robert Miller · -- Vincenzo Brambilla |

| Roster dell'Italia - Mondiale 1999 |
| --- |
| Quarterback - 18 Elvis Taroni - 19 Federico Castellani - 13 Marcello Lio Running Back - 25 Alessandro Angeloni HB - 61 Christian Longhi FB - 20 Carlo Mezzadri FB - 22 Giosuè Rizzuto - 27 Massimiliano Fagotti FB - 4 Alessandro Greco HB Wide Receiver - 12 Matteo Soresini - 83 Valerio Bozzarini - 30 Christian Costanzo - 88 Fabio Capodaglio - 21 Gianluca Mannatrizio Tight End - 40 Massimo Vicinelli Offensive Linemen - 78 Massimo Gertosio OT - 53 Stefano Neva C - 69 Mauro Salvemini OT - 76 Emanuele Costanzo C - 74 Alessandro Dallai OG - 52 Davide Giuliano OT - 73 Placido Massella OG - 50 Armaldo Sbriccoli C - 65 Mauro Trombetti OT Defensive Linemen - 93 Luca Bellora DE - 71 Francesco Fabbri DT - 66 Fabio Franzini - 60 Corrado Camerino DT/OG - 17 Diego Gennaro DE - 95 Fulvio Rusconi DT Linebacker - 47 Alessandro Aldovrandi OLB - 37 Massimiliano Bonomo OLB - 39 Ezio Marone MLB - 59 Giuseppe Anello MLB - 36 Claudio Biavati MLB - 51 Marco Boscolo OLB - 57 Antonio Pauletto OLB - 31 Ottavio Carnelli OLB - 49 Paolo Orofino - 58 Stefano Paolucci Defensive Back - 28 Davide Donnini CB - 45 Filippo Piermaria CB - 26 Stefano de Giorgi CB - 46 Matteo Mantovani CB - 48 Renato Gargiulo SS - 29 Paolo Guerini CB - 24 Enrico Leonardi CB - 6 Marco Polizzi CB - 2 Andrea Ventura Special Team - 14 Vito Lafata K Roster aggiornato al 17 maggio 2011 Coaching staff HC Giorgio Longhi · OC Daniele Magrini · DC Riccardo Lo Presti · AC Gianluigi Luchena · AC Vittorio Malpassuti · AC Alfonso Genchi |

| Roster dell'Italia - Amichevole Italia-Serbia 2009 |
| --- |
| Quarterback - Marco Gementi - Tommaso Monardi - Nicolò Scaglia Running Back - William Petrone - Andrea Ghislandi - Thomas Bazzani - Mario Andrioli - Tommaso Arena - Michele Ventorre FB - Francesco Giuliano FB Wide Receiver - Matteo Zucco - Mario Panzani - Iacopo Zamporri - Mattia Parlangeli - Ivan Torrente - Giorgio Polidori - Claudio Mangano - Marco Podavitte - Matteo Spada Tight End - Giorgio Bruni - Giuseppe Strano Offensive Linemen - Mauro Trombetti - Tommaso Cieri - Marcello Mutascio - Stefano Chiappini - Mario Alba - Andrea Specchiarello - Francesco Fanti - Tommaso Antonetti - Marco Gallon Defensive Linemen - Paolo Roberto Moratti - Guido Parronchi - Diego Gennaro DE - Matias Righi - Patrick Pompili - Jerry Petrone - Michele Canali DE - Andrea d'Eramo DE/OLB - Simone Tortorici DE/OLB Linebacker - Daniele Pezza - Andrea Muzzarelli - Alberto Gallina - Edoardo Rosso - Christian Nobile - Damiano Ligabue - Fabrizio Chiappini - Andrea Benoni degl'Innocenti - Andrea Reali OLB/DB Defensive Back - Olaf Clocchiatti - David Roth - Enrico Leonardi - Nicolò Bonelli - Gianluca Cerratti - Michele La Corte - Federico Pasquini - Giovanni Caccialupi - Fulvio Renzi Special Team - Stefano di Tunisi WR/K/P - Andrea Vergazzoli K/P/SS - Roberto Capata LS Roster aggiornato al 5 novembre 2024 Coaching staff HC Brock Olivo |

| Roster dell'Italia - Four Helmets 2011 |
| --- |
| Quarterback - Andrea Bisiani - Tommaso Monardi - Nicolò Scaglia Running Back - Massimiliano Trenti - Alessandro Malpeli Avalli - Marco Masi Wide Receiver - Stefano di Tunisi WR/K - Gregorio Barbagallo - Giuseppe Strano - Mirko Bruni - Giorgio Polidori - Tommaso Finadri - Gabriele Arioli - Matteo Spada Offensive Linemen - Pasquale Brandi - Alessio d'Arpa - Andrea Specchiarello - Gaetano Marconato - Tommaso Antonetti - Cristian Mattarei - Stefano Chiappini - Francesco Fanti Defensive Linemen - Andrea d'Eramo - Patrick Pompili - Bart Iaccarino DT - Diego Gennaro DE - Michele Canali DE - Luca Tassinari - Massimiliano Cipolla Linebacker - Alberto Gallina - Andrea Benoni degl'Innocenti - Simone Tortorici - Marco Aletti - Daniele Pezza - Fabrizio Chiappini - Christian Nobile Defensive Back - Pier Paolo Vecchi - Christian di Mauro - Alex Erioldi - Lorenzo Vescovini - Paolo Visani - Daniele Francioni - Nicola Francani - Paolo Ricchiuti Special Team - Andrea Vergazzoli K Roster aggiornato al 5 novembre 2024 Coaching staff HC Vincent Argondizzo · DB Daniele Rossi · OL Andrea Vecchi · QB/RB Giovanni Rossi · WR Federico Bianca · DL Diego Gennaro · DC/LB Aristide Marossi |

| Roster dell'Italia - Amichevole Italia-Serbia 2015 |
| --- |
| Quarterback - Luke Zahradka - Tommaso Monardi Running Back - Massimiliano Trenti FB - William Palini FB - Mattia Binda - Alessandro di Giorgio - Dario Mingozzi - Mario Andrioli Wide Receiver - Gregorio Barbagallo - Tommaso Pozzebon - Tommaso Finadri - Marco Podavitte - Paolo Biancalana - Vincenzo Gregorio - Giacomo Bonanno - Stefano di Tunisi Offensive Linemen - Francesco Fanti G - Franco Pedrotti G - Giulio Romano G - Stefano Chiappini C - Alberto Adduci OT - Alessandro Vergani OT - Damiano Valota OT Defensive Linemen - Michele Canali DE - Lorenzo Dalle Piagge DE - Giacomo Insom DE - Alessandro Lucariello DE - Davide Cacciolatto DT - Andrea Fantazzini DT Linebacker - Daniele Pezza MLB - Daniele Torrente MLB - Andrea Benoni degl'Innocenti WILL - Riccardo Fantozzi WILL - Alberto Gallina SAM - Simone Colescia SAM - Federico Forlai OLB/DE - Daniele Malvezzi OLB/DE - Marco Aletti - Carlo Raco Defensive Back - Giovanni Caccialupi CB - Giuseppe della Vecchia CB - Federico Rossi CB - Alessandro Viatore CB - Paolo Ricchiuti SS/OLB - Lorenzo Pignataro SS/OLB Special Team - Luca Zigliani K Roster aggiornato al 6 novembre 2024 Coaching staff HC/OC Davide Giuliano · DC Daniele Rossi · ST Coord. Riccardo Merola · OL Samuele Rigato · QB Luca Lorandi · RB Gianluca Ventura · WR Federico Bianca · DL Simone Orsi · LB Aristide Marossi · DB Giorgio Gerbaldi |

| Roster dell'Italia - Alps Bowl II |
| --- |
| Quarterback - Alessio Cavallini - Tommaso Monardi Running Back - Mattia Binda - Danilo Bonaparte - Alessandro di Giorgio - Dario Mingozzi - Antonio Raffaele FB - Massimiliano Trenti FB Wide Receiver - Gregorio Barbagallo - Tommaso Finadri - Vincenzo Gregorio - Enrico Iuliano - Michele Marchini - Marco Podavitte - Tommaso Pozzebon - Nicola Scaramuzza - Lorenzo Vezzoli Offensive Linemen - Stefano Chiappini C - Fabio Ciattaglia C - Francesco Fanti G - Pasquale Giacometti G/C - Carlo Grassi OT - Massimiliano Guastella OT - Franco Pedrotti G - Giulio Romano G - Andrea Scola G Defensive Linemen - Davide Cacciolatto DE - Massimiliano Cipolla DT - Luca Cova DT - Lorenzo Dalle Piagge DE - Andrea Fantazzini DT - Diego Gennaro DE - Giacomo Insom DE Linebacker - Marco Aletti - Andrea Benoni degl'Innocenti WILL - Andrea d'Eramo MLB - Francesco Diaferia OLB/DE/K/P - Riccardo Fantozzi WILL - Federico Forlai OLB/DE - Alberto Gallina SAM - Kevin Khay WILL - Daniele Pezza MLB - Carlo Raco - Paolo Ricchiuti WILL - Francesco Roccotiello - Anton Shkrely - Giacomo Silvestri SAM Defensive Back - Giovanni Caccialupi CB - Alex Erioldi SS/OLB - Nicola Francani SS/OLB - Arturo Morara CB - Emanuele Piloni CB - Federico Rossi CB Special Team Roster aggiornato al 7 novembre 2024 Coaching staff HC/OC Davide Giuliano · DC Daniele Rossi · AC Federico Bianca · AC Samuele Rigato · AC Luca Lorandi · AC Gianluca Ventura · AC Simone Orsi · AC Aristide Marossi · AC Giorgio Gerbaldi |

| Roster dell'Italia - Qualificazioni europee 2016 |
| --- |
| Quarterback - Tommaso Monardi - Luke Zahradka Running Back - Danilo Bonaparte - Lou Cotrone - Alessandro di Giorgio - Nick Ricciardulli Wide Receiver - Gregorio Barbagallo - Paolo Biancalana - Giacomo Bonanno - Michele Marchini - Marco Podavitte - Tommaso Pozzebon - Nicola Scaramuzza Offensive Linemen - Pierfrancesco Busto - Domenico Carroli - Stefano Chiappini C - Fabio Ciattaglia - Francesco Fanti G - Franco Pedrotti G - Giulio Romano G - Alessandro Vergani OT Defensive Linemen - Simone Bernardoni - Davide Cacciolatto DT - Luca Cova NG - Lorenzo Dalle Piagge DE - Diego Gennaro NG - Giacomo Insom DE - Elia Viviani NG Linebacker - Andrea Benoni degl'Innocenti WILL - Alex Ferrari WILL - Alberto Gallina SAM - Paolo Ricchiuti SS/OLB - Vincent Romano - Nicholas Suppa SAM Defensive Back - Giovanni Caccialupi CB - Giuseppe della Vecchia CB - Alex Erioldi - Federico Forlai - Brian Michitti - Arturo Morara - Lorenzo Pignataro SS/OLB - Carlo Raco SS/OLB - Francesco Roccotiello Special Team - Stefano di Tunisi K/P Roster aggiornato al 7 novembre 2024 Coaching staff HC/OC Davide Giuliano |

| Roster dell'Italia - Alps Bowl III |
| --- |
| Quarterback - Andrea Fimiani - Tommaso Monardi - Luke Zahradka Running Back - Cesare Alberti - Danilo Bonaparte - Nicholas Bussoletti - Mike Gentili - Giacomo Querzola Wide Receiver - Simone Alinovi - Gabriele Arioli - Gregorio Barbagallo - Paolo Biancalana - Giacomo Bonanno - Mattia Capogrosso Sansone - Stefano di Tunisi - Tommaso Finadri - Ismail Lamamra - Michele Marchini - Yuri Tosi - Michael Vannucci - Matteo Zanetti Tight End - Damiano Valota Offensive Linemen - Domenico Carroli - Aldo Carulli - Stefano Chiappini - Francesco Fanti - Orfeo Ferretti - Wilson Ferretti - Davide Locatelli - Giulio Romano G - Andrea Spadoni - Alessandro Vergani Defensive Linemen - Vanni Belli DE - Simone Bernardoni DE/NG - Francesco Camilli NG - Luca Cova NG - Lorenzo Dalle Piagge DE - Diego Gennaro NG - Giacomo Insom DE - Claudio Nicola DE - Manuel Pallini NG - Elia Viviani NG Linebacker - Nick Alfieri - Giordano Baldini OLB/DE/SS - Simone Cerini MLB - Alex Ferrari WILL - Ivan Fonti - Federico Forlai - Palmer Foster SAM - Federico Furghieri WILL - Kevin Khay SAM - Brian Michitti OLB/DE - Cody Pastorino OLB/DE - Daniele Pezza MLB - Paolo Ricchiuti WILL - Christian Sottura - Nicholas Suppa SAM Defensive Back - Antonio Delaria CB - Giuseppe della Vecchia CB - Alex Erioldi SS/OLB - Nicolò Fagandini CB - Matteo Furghieri SS/OLB - Flavio Piccinni CB - Emanuele Piloni CB - Carlo Raco SS/OLB - Alessandro Viatore CB Special Team - Matteo Felli K Roster aggiornato al 6 novembre 2024 Coaching staff HC/OC Davide Giuliano · DC Daniele Rossi · ST Coord. Franco Bernardi · Video Coord./ST Coach Pietro Marotta · OL Samuele Rigato · QB Luca Lorandi · RB Gianluca Ventura · DL Simone Orsi · LB Aristide Marossi · DB Giorgio Gerbaldi |

| Roster dell'Italia - Austria-Italia qualificazioni europee 2019 |
| --- |
| Quarterback - 7 Luke Zahradka - 81 Davide Rossi Running Back - 1 Danilo Bonaparte - 28 Mike Gentili - 47 Giacomo Querzola Wide Receiver - 9 Tommaso Finadri - 20 Alessandro Brovelli - 80 Gregorio Barbagallo - 82 Jordan Bouah - 83 Simone Alinovi - 86 Gianluca Santagostino - 87 Ismail Lamamra - 88 Giacomo Bonanno Offensive Linemen - 57 Max Pircher - 62 Marco Colombo - 65 Matteo Lodovichi - 65 Dario Todisco - 68 Francesco Fanti - 71 Andrea Grillo - 75 Alessandro Vergani - 78 Domenico Carroli Defensive Linemen - 12 Lorenzo Dalle Piagge DE - 55 Simone Perego - 74 Gianmarco Grossi - 77 Francesco Camilli - 98 Diego Gennaro - 99 Giacomo Insom Linebacker - 2 Alex Ferrari - 3 Paolo Ricchiuti - 8 Kevin Khay - 34 Nicolò Fonti - 42 Palmer Foster - 44 Nicholas Suppa Defensive Back - 4 Marco Aletti - 5 Brian Michitti OLB/DE - 16 Giovanni Caccialupi CB - 22 Federico Forlai S - 24 Giuseppe della Vecchia CB - 27 Christian Sottura - 31 Lorenzo Scaperrotta - 35 Ivan Fonti - 36 Flavio Piccinni CB - 43 Nicolas Principi - 45 Riccardo de Mas Special Team - 18 Matteo Felli K Roster aggiornato al 7 novembre 2024 Coaching staff HC/OC Davide Giuliano · DC Daniele Rossi · ST Coord. Franco Bernardi · Video Coord./ST Coach Pietro Marotta · OL Samuele Rigato · RB Gianluca Ventura · WR Sergio Scoppetta · DL Simone Orsi · LB Aristide Marossi · DB Giorgio Gerbaldi · Preparatore fisico Massimiliano Annoni |

| Roster dell'Italia - Italia-Svizzera qualificazioni europee 2019/Alps Bowl IV |
| --- |
| Quarterback - 11 Andrea Fimiani - 81 Davide Rossi Running Back - 1 Danilo Bonaparte - 28 Mike Gentili - 46 Manuel Savoia Wide Receiver - 9 Tommaso Finadri - 20 Alessandro Brovelli - 80 Gregorio Barbagallo - 82 Jordan Bouah - 83 Simone Alinovi - 84 Stefano di Tunisi - 87 Ismail Lamamra - 88 Giacomo Bonanno Offensive Linemen - 57 Max Pircher - 62 Marco Colombo - 65 Matteo Lodovichi - 65 Dario Todisco - 68 Francesco Fanti - 71 Andrea Grillo - 75 Alessandro Vergani - 78 Domenico Carroli Defensive Linemen - 12 Lorenzo Dalle Piagge DE - 55 Simone Perego - 74 Gianmarco Grossi - 77 Francesco Camilli - 79 Andrea Fantazzini - 98 Diego Gennaro - 99 Giacomo Insom Linebacker - 2 Alex Ferrari - 3 Paolo Ricchiuti - 34 Nicolò Fonti - 42 Palmer Foster - 44 Nicholas Suppa Defensive Back - 4 Marco Aletti - 5 Brian Michitti OLB/DE - 16 Giovanni Caccialupi CB - 22 Federico Forlai S - 24 Giuseppe della Vecchia CB - 27 Christian Sottura - 31 Lorenzo Scaperrotta - 35 Ivan Fonti - 36 Flavio Piccinni CB - 38 Marcello Leone - 45 Riccardo de Mas Special Team - 18 Matteo Felli K Roster aggiornato al 7 novembre 2024 Coaching staff HC/OC Davide Giuliano · DC Daniele Rossi · ST Coord. Franco Bernardi · OL Samuele Rigato · QB Luca Lorandi · RB Gianluca Ventura · WR Sergio Scoppetta · DL Simone Orsi · LB Aristide Marossi · DB Giorgio Gerbaldi · Preparatore fisico Massimiliano Annoni |

| Roster dell'Italia - Europeo A 2021 |
| --- |
| Quarterback - 7 Luke Zahradka - 12 Reilly Hennessey Running Back - 1 Danilo Bonaparte - 26 Alessandro Malpeli Avalli - 33 Mike Gentili - 40 Cesare Alberti Wide Receiver - 6 Tommaso Finadri - 13 Simone Boni - 20 Simone Alinovi - 80 Tamsir Seck - 82 Jordan Bouah - 84 Stefano di Tunisi WR/K - 88 Giacomo Bonanno Tight End - 11 Nicholas Diaco Offensive Linemen - 55 Alessandro Vergani - 59 Alberto Adduci - 62 Stefano Chiappini - 65 Andrea Grillo - 66 Francesco Runco - 68 Francesco Fanti - 69 Marco Colombo Defensive Linemen - 8 Elia Viviani - 15 Gianmarco Grossi - 18 Marco Taddia DT - 52 Lorenzo Dalle Piagge DE - 57 Lorenzo Deiana DT/NT - 90 Simone Perego - 99 Giacomo Insom Linebacker - 2 Alex Ferrari - 4 Kevin Khay - 5 Enzo Mensah - 9 Riccardo de Mas - 17 Cody Pastorino - 24 Nick Alfieri - 29 Marcello Leone - 42 Nicholas Suppa Defensive Back - 3 Brian Michitti OLB/DE - 16 Giovanni Caccialupi CB - 19 Yoan Proulx - 22 Federico Forlai S - 23 Giuseppe della Vecchia CB - 25 Paolo Sargeni - 28 Zac Quattrone Special Team - 14 Matteo Felli K Roster aggiornato al 2 novembre 2021 Coaching staff HC/OC Davide Giuliano · DC Daniele Rossi · ST Coord. Franco Bernardi · Video Coord./ST Coach Pietro Marotta · OL Samuele Rigato · QB Luca Lorandi · RB Gianluca Ventura · WR Sergio Scoppetta · DL Simone Orsi · LB Aristide Marossi · DB Giorgio Gerbaldi · AC Marc Mattioli · Preparatore fisico Massimiliano Annoni |

| Roster dell'Italia - Italia-Gran Bretagna qualificazioni europee 2022 |
| --- |
| Quarterback - Luke Zahradka - Davide Rossi - Jordi Baidal Macias Running Back - Mike Gentili - Manuel Savoia - Jared Gerbino Wide Receiver - Tommaso Finadri - Tommaso Pozzebon - Simone Boni - Ennio Iudicone - Dario Zatti - Tamsir Seck - Ismail Lamamra - Jordan Bouah Offensive Linemen - Alberto Adduci - Alessandro Vergani - Francesco Fanti - Stefano Chiappini - Dario Todisco - Andrea Grillo - Michele Bianchi - Matteo Lodovichi Defensive Linemen - Giacomo Insom - Lorenzo Chiusi - Gianmarco Grossi - Elia Viviani - Simone Perego - Marco Taddia Linebacker - Kevin Khay - Alex Ferrari - Tiberio Calbucci - Nicolò Fonti - Diego Rinaldi - Michiel Abera Jote - Alex Erioldi Defensive Back - Giuseppe della Vecchia CB - Flavio Zanardi CB - Giovanni Caccialupi CB - Marco Fanni CB - Lorenzo Paglicci CB - Valentino Rotelli S - Raffaele Rotelli S - Martin Marcacci S - Christian Sottura S - Ivan Fonti SS/OLB - Nicolas Principi SS/OLB Special Team - Alberto Barbaro K Roster aggiornato al 7 novembre 2024 Coaching staff HC/OC Davide Giuliano · DC Daniele Rossi · ST Coord. Franco Bernardi · Video Coord./ST Coach Pietro Marotta · Video Coord./ST Coach Pietro Marotta · OL Samuele Rigato · RB Gianluca Ventura · WR Sergio Scoppetta · DL Simone Orsi · LB Aristide Marossi · DB Giorgio Gerbaldi · Preparatore fisico Massimiliano Annoni |

| Roster dell'Italia - Austria-Italia semifinale Europeo 2023 |
| --- |
| Quarterback - 1 Raven Ines - 7 Luke Zahradka Running Back - 33 Mike Gentili - 40 Stefano Bartoccioni - 80 Luca Aldrighetti Wide Receiver - 6 Tommaso Finadri - 13 Simone Boni - 22 Gabriel de Moura Piola - 27 Toni Rabensteiner - 82 Jordan Bouah - 83 Luciano Giuliani - 84 Fabrizio Nanni - 88 Matteo Mozzanica Offensive Linemen - 55 Alessandro Vergani - 62 Stefano Chiappini - 71 Lorenzo Cesana - 72 Enrico di Franco - 73 Francesco Virlinzi - 78 Domenico Carroli Defensive Linemen - 9 Ivan Giuliani - 18 Marco Taddia - 36 Destiny Giuliani Osawe - 59 Simone Bernardoni - 64 Alessio Raffaele - 77 Claudio Nicola - 90 Simone Perego - 99 Giacomo Insom Linebacker - 2 Alex Ferrari - 3 Michiel Abera Jote - 4 Kevin Khay - 11 Diego Rinaldi - 19 Stefano Granelli Defensive Back - 5 Giorgio Giorgiutti S - 14 Pietro Migliori CB - 16 Giovanni Caccialupi CB - 21 Nicolas Principi SS/OLB - 23 Christian Sottura S - 24 Ryan Minniti S - 25 Andrea Fantin CB - 26 Bismark Yeboah CB - 28 Matteo Kolonna Appuhamilage CB - 29 Rocco Zucchelli SS/OLB - 32 Edoardo Nati SS/OLB Special Team Roster aggiornato al 8 novembre 2024 Coaching staff HC Davide Giuliano · DC Daniele Rossi |

| Roster dell'Italia - Italia-Danimarca qualificazioni europee 2024 |
| --- |
| Quarterback - 7 Luke Zahradka - 13 Riccardo Duranti Running Back - 31 Cosimo Casati - 33 Mike Gentili - 40 Stefano Bartoccioni Wide Receiver - 9 Carlo Tassan - 12 Frankie Stola - 14 Andrea Serra - 17 Tamsir Seck - 20 Simone Alinovi - 80 Matteo Rai - 83 Luciano Giuliani - 84 Matteo Ghelfi - 88 Matteo Mozzanica Offensive Linemen - 55 Alessandro Vergani - 56 Riccardo Guillet - 59 Francesco Lazzaretto - 62 Stefano Chiappini - 72 Enrico di Franco - 73 Amedeo Vascelli - 77 Robert Macaj - 78 Lorenzo Gennaio Granato Defensive Linemen - 5 Francesco Rivelli - 36 Destiny Giuliani Osawe - 52 Davide Vuolo - 87 Andrea Poglietelli - 90 Simone Perego - 99 Giacomo Insom Linebacker - 1 Kristian Giardinieri - 2 Alex Ferrari - 4 Kevin Khay - 11 Diego Rinaldi - 21 Nicolas Principi - 25 Rocco Zucchelli - 32 Edoardo Nati - 42 Nicholas Suppa Defensive Back - 3 Luca Montaresi - 5 Raffaele Rotelli S - 16 Giovanni Caccialupi CB - 19 Yoan Proulx - 22 Martin Marcacci S - 23 Christian Sottura S - 29 Daniele Latorraca - 82 Paolo Lazzaretto Special Team - 10 Matteo Felli K Roster aggiornato al 8 novembre 2024 Coaching staff HC/OC Brian Michitti · AOC Bradford Miller · DC Cody Pastorino · ADC Daniele Rossi · ST Sergio Coretti · OL Francesco Cugusi · RB Marco Masi · WR Alessandro Lazzaretto · DL Lorenzo Dalle Piagge · DB Guglielmo Perasole |

| Roster dell'Italia - amichevole Italia-Canada 2025 |
| --- |
| Quarterback - 4 Alessandro Zerbo - 7 Luke Zahradka - 13 Riccardo Duranti Running Back - 23 Michele Costa - 25 Davide Silvestri - 31 Tommaso Tenconi - 33 Mike Gentili Wide Receiver - 1 Marian Cebotaru - 14 Tommaso Bono - 16 Andrea Volonnino - 17 Matteo Monti - 19 Giacomo Mibelli - 80 Gregorio Calonego - 83 Federico Orlandini Offensive Linemen - 59 Francesco Lazzaretto - 66 Mirko Mattana - 71 Moustapha Diawara - 73 David Perathoner - 77 Igor Bona - 78 Matteo Serafini Defensive Linemen - 55 Carlo Fabiani - 56 Dickson Iwuagwu - 57 Giorgio Benedetti - 87 Andrea Poglietelli - 99 Tommaso Zucchini Linebacker - 2 Alex Ferrari - 3 Michiael Abera Jote - 5 Edoardo Gallo - 12 Antonio Gianera Defensive Back - 9 Giovanni Scialdone - 11 Paolo Lazzaretto - 26 Bismark Yeboah - 29 Daniele Latorraca Special Team - 10 Matteo Felli K/P Roster aggiornato al 22 aprile 2025 Coaching staff HC/OC Brian Michitti |

## Allenatori
- 1981 - 1984 Ray Semko
- 1985 - 1987 Jerry Douglas (Europeo 1987)
- 1988 - 1998 Mario Russo (Europeo 1997)
- 1999 Mike Wyatt
- 1999 - 2008 Giorgio Longhi (Europeo C 2003)
- 2009 - 2011 Brock Olivo (Europeo B 2009)
- 2012 - 2013 Vincent Argondizzo
- 2013 - 2014 John Mackovic
- 2014 - 2023 Davide Giuliano (Europeo A 2021 e 2023)
- dal 2023 Brian Michitti

## Persone introdotte nella Hall of Fame Italy
- Pier Paolo Gallivanone, quarterback, introdotto nel 2006
- Lino Benezzoli, quarterback, introdotto nel 2006
- Giorgio Longhi, runningback e head coach, introdotto nel 2007
- Luca Saguatti, linebacker, introdotto nel 2007
- Enrico Ferrari, runningback, introdotto nel 2011